# Monastère de Xénofon
Le monastère de Xénofon (en grec moderne : Μονή Ξενοφώντος) est un des vingt monastères orthodoxes de la communauté monastique du mont Athos, dont il occupe la 16e place dans le classement hiérarchique.
Il est situé au nord-ouest de la péninsule, et est dédié à saint Georges, fête votive le 23 avril (6 mai).
En 1990, il comptait 57 moines.

## Histoire
Le monastère a été fondé en 1010 par le moine saint Xénofon. Un incendie a détruit les archives en 1817.

## Patrimoine artistique
Le monastère a la particularité de contenir dans sa cour deux catholicons. Le plus récent date du XIXe siècle. Il est l'église la plus vaste de l'Athos.